# アッツザクラ
アッツザクラ（アッツ桜、学名：Rhodohypoxis baurii）はキンバイザサ科に属する植物の一種。学名かな読みのロードヒポキシスもよく用いられる。クロンキスト体系ではユリ科に含められていた。
原産地は南アフリカ共和国のドラケンスバーグ山脈周辺の高原で、アッツ島ではない。球根植物で、開花期は春。
なお、同じ南アフリカ原産のキンバイザサ科の球根植物スピロキシネ・カペンシスの白花に黒紫のブロッチを持つタイプを、星咲きアッツザクラという和名で呼ぶ事もあるが全くの別種。

## 和名の由来
和名の由来は、はっきりしないが次のような説がある。
- 太平洋戦争中にアッツ島で日本軍が玉砕したことを悼んで「アッツ桜」。（この説が多いようである。）
- 太平洋戦争中にアッツ島を日本軍が占領したことを記念して「アッツ桜」。

いずれも商品化の際にそのような名が付けられたとするようであるが、アッツ島は8月には日本でいえば高山植物にあたる花が野に咲き乱れる地で、実際に日本兵らが何らかの別の花をアッツ桜と名付けて日本を偲んでいたのではないかとする説もある。